# Giulio Einaudi
Giulio Einaudi (ur. 11 lutego 1928 w San Damiano Macra we Włoszech, zm. 28 grudnia 2017 w Cuneo) – duchowny katolicki, arcybiskup, nuncjusz apostolski.

## Życiorys
29 czerwca 1951 otrzymał święcenia kapłańskie i został inkardynowany do diecezji Saluzzo. W 1958 rozpoczął przygotowanie do służby dyplomatycznej na Papieskiej Akademii Kościelnej.
10 listopada 1976 został mianowany przez Pawła VI nuncjuszem apostolskim w Pakistanie oraz biskupem tytularnym diecezji Villamagna in Tripolitana. Sakry biskupiej 2 stycznia 1977 udzielił mu ówczesny prefekt Kongregacji ds. Ewangelizacji Narodów - kardynał Agnelo Rossi. 
Następnie w 1980 został przedstawicielem Watykanu na Kubie (1980-1988). W latach 1988–1992 pracował jako nuncjusz w Chile. 
29 lutego 1992 został mianowany pierwszym nuncjuszem w Chorwacji, pełnił tę funkcję do przejścia na emeryturę 4 sierpnia 2003.